# Union sportive de Ben Guerdane
Union sportive de Ben Guerdane (zkráceně US Ben Guerdane, arabsky الاتحاد الرياضي ببنقردان) je tuniský sportovní klub z hlavního města Ben Gardane, který byl založen v roce 1936. 
Fotbalový oddíl se účastní tuniské nejvyšší ligy Championnat de Tunisie. Své domácí zápasy hraje na stadionu Stade du 7 Mars s kapacitou 10 000 míst.

## Domácí fotbalové úspěchy
- Tuniská 1. liga

- Tuniský fotbalový pohár

- Tuniský Superpohár